# قائمة حلقات فتيات القوة (ريبوت)
فتيات القوة هو مسلسل رسوم متحركة تلفزيوني أمريكي مبني على المسلسل الأصلي لعام 1998 من تأليف كريج مكراكين، وهو من إخراج جينينغز وبوب بويل. تم عرض المسلسل لأول مرة في 4 أبريل 2016. أعلنت الممثلة الصوتية ناتالي بالاميدس أن المسلسل تم تجديده للموسم الثاني الذي تم عرضه لأول مرة في 3 مارس 2017 مع أول مسلسل خاص مدته 22 دقيقة، تم عرض الموسم الثالث لأول مرة في 8 أبريل 2018 وانتهى في 16 يونيو 2019، إيذانا بنهاية المسلسل بعد 3 مواسم و119 حلقة وبعد بثه لمدة 3 سنوات.

## نظرة على السلسلة

### الموسم الأول
|  | 1           | 39\| style="text-align:center;"\| 4 أبريل 2016 | 24 ديسمبر 2016 |     |
|  | حلقات قصيرة | 4                                              | 29 أبريل 2016  | TBA |

{| class="wikitable plainrowheaders" style="width:100%; margin:auto; background:#fff;"
|-
! style="background:#00FF00; color:#fff; text-align:center;"|
الرقم في السلسلة
!! style="background:#00FF00; color:#fff; text-align:center;"|
الرقم في الموسم
!! style="background:#00FF00; color:#fff; text-align:center;"|العنوان
0101«الهروب من جزيرة الوحش»
0202«الأميرة باتركاب»
0303«البحث عن بابلز»
0404«قوس قزح»
0505«وحيد القرن»
0606«التوازن»
0707«وداعا آنسة بيلوم»
|}